# Nixkrautähnliche Wasserpest
Die Nixkrautähnliche Wasserpest (Egeria najas) ist eine Pflanzenart aus der Gattung Egeria in der Familie der Froschbissgewächse (Hydrocharitaceae). Diese Wasserpflanze stammt aus Südamerika.

## Beschreibung

### Vegetative Merkmale
Die Nixkrautähnliche (der Gattung Najas ähnliche) Wasserpest ist eine ausdauernde krautige Pflanze und lebt immer vollständig unter Wasser. Ihre Sprossachsen werden bis etwa 70 Zentimeter lang. Die leicht brechenden Stängel und die Blätter sind steif und spröde. Die Blätter sitzen meist in fünfzähligen Quirlen an den Blattknoten. Die hell-grünen Blätter sind 2 bis 3 Zentimeter lang und 1 bis 2 Millimeter breit, die Ränder sind rau, gezähnt und oft nach unten gebogen.

### Generative Merkmale
Die Nixkrautähnliche Wasserpest ist zweihäusig getrenntgeschlechtig (diözisch); es gibt männliche und weibliche Pflanzenexemplare. Ein Hüllblatt Spatha umschließt die Knospen, bei den männlichen Exemplaren enthält der Blütenstand zwei bis drei Blüten, bei den weiblichen ein bis zwei. 
Die eingeschlechtigen Blüten besitzen eine doppelte Blütenhülle. Es sind zwei grüne Kelchblätter und drei große, weiße, auffällige Kronblätter vorhanden. Die männlichen Blüten enthalten neun Staubblätter mit 0,6 bis 1,3 Millimeter langen Staubfäden. Die weiblichen Blüten enthalten drei 0,4 bis 1,3 Millimeter lange Griffel, die in dreilappigen Narben enden.

## Verbreitung
Egeria najas ist in Südamerika in Brasilien, Uruguay, Paraguay, im östlichen Bolivien und in Argentinien verbreitet. Anders als die verwandte Art Egeria densa ist diese Wasserpflanze keine invasive Pflanzenart. Außerhalb ihres Verbreitungsgebietes findet man die Nixkrautähnliche Wasserpest nur als Aquarienpflanze und als Teichpflanze.
Obwohl Egeria najas sich schnell vermehrt, wird sie in ihrem ursprünglichen Verbreitungsgebiet in Brasilien zum Teil durch die eingeschleppte Grundnessel Hydrilla verticillata verdrängt.